# سليمان الشيخ
سليمان الشيخ سياسي جزائري، شغل منصب وزير الثقافة بحكومة سيفي الثانية.